# Flip Voets
Flip Voets (Wilrijk, 4 juli 1949 – Antwerpen, 31 januari 2024) was een Belgisch journalist en secretaris-generaal en ombudsman van de Raad voor de Journalistiek.

## Biografie
Flip Voets studeerde in 1974 af in de Rechten aan de Katholieke Universiteit Leuven. Alvorens hij zich tot de journalistiek ‘bekeerde’ was hij vier jaar lang advocaat bij de balie te Antwerpen.
Van halverwege 1978 tot begin 1992 werkte hij bij de Vlaamse radionieuwsdienst en het magazine Actueel BRT, vooral als justitieverslaggever. Vervolgens was hij tot 1995 producer en eindredacteur van het wekelijkse multiculturele televisiemagazine ‘Couleur Locale’ bij de BRTN. In de jaren erna werkte Voets achtereenvolgens als eindredacteur voor het wekelijkse reportagemagazine ‘N.V. De Wereld’ (BRTN) en het wekelijkse consumentenmagazine ‘Per Slot van Rekening’ (VRT).
Tussen augustus 1998 en december 2000 maakte hij een uitstapje naar de gemeente Antwerpen. Als integratieambtenaar was hij belast met de ontwikkeling van een beleidsplan over het minderhedenbeleid.
In januari 2001 keerde Voets als eindredacteur van De Juristenkrant (een tweewekelijkse krant over justitie, bestemd voor een publiek van juristen) terug naar de vakjournalistiek.
Van september 2002 tot juli 2014, was hij secretaris-generaal en ombudsman van de Raad voor de Journalistiek, de instelling voor zelfregulering van alle media in Vlaanderen.
Voets overleed op 31 januari 2024 aan de gevolgen van kanker.